# Ludisphère
 (octobre 2014).
Si vous disposez d'ouvrages ou d'articles de référence ou si vous connaissez des sites web de qualité traitant du thème abordé ici, merci de compléter l'article en donnant les références utiles à sa vérifiabilité et en les liant à la section « Notes et références ».
Les éditions Ludisphère ont été un éditeur et distributeur français de jeux de société à destination des adultes de 2005 à 2010.

## Quelques jeux édités ou distribués par Ludisphère
- Bài jeu traditionnel chinois
- Duello, 2006, de André L’Hérault [2]
- Vaudoo, 2005, de Rudolf Feller [3]